# Розенбах (дворянский род)
Розенбах (нем.  von Rosenbach) — дворянский род, происходящий от ревельского синдика, впоследствии старшего бургомистра Бернгарда Цурбеха (1600—1661), возведеного в шведское дворянское достоинство с фамилией Розенбах.
Николай Оттонович Розенбах (1836—1901), генерал-адъютант, Туркестанский генерал-губернатор (1884—89), член Государственного и военного советов.
- Его сын, Сергей Николаевич (1861—?)— сельский хозяин и общественный деятель, член IV Государственной думы от Черниговской губернии.

Род Розенбахов внесён в дворянский матрикул Эстляндской губернии.

## Описание герба
В серебряном поле волнистая портупея, между пятью красными розами (3 + 2).
Щит увенчан дворянским шлемом с серебряным бурелетом, с голубым и красным витками. Нашлемник — серебряный лебедь с поднятыми крыльями и золотой короной на шее. Намет, пересеченный голубым по красному, подложен серебром.